# 16 ربيع الأول
- السبت
- الأحد
- الاثنين
- الثلاثاء
- الأربعاء
- الخميس
- الجمعة

- 2731 أغسطس 2024
- 281 سبتمبر 2024
- 292 سبتمبر 2024
- 303 سبتمبر 2024
- 14 سبتمبر 2024
- 25 سبتمبر 2024
- 36 سبتمبر 2024
- 47 سبتمبر 2024
- 58 سبتمبر 2024
- 69 سبتمبر 2024
- 710 سبتمبر 2024
- 811 سبتمبر 2024
- 912 سبتمبر 2024
- 1013 سبتمبر 2024
- 1114 سبتمبر 2024
- 1215 سبتمبر 2024
- 1316 سبتمبر 2024
- 1417 سبتمبر 2024
- 1518 سبتمبر 2024
- 1619 سبتمبر 2024
- 1720 سبتمبر 2024
- 1821 سبتمبر 2024
- 1922 سبتمبر 2024
- 2023 سبتمبر 2024
- 2124 سبتمبر 2024
- 2225 سبتمبر 2024
- 2326 سبتمبر 2024
- 2427 سبتمبر 2024
- 2528 سبتمبر 2024
- 2629 سبتمبر 2024
- 2730 سبتمبر 2024
- 281 أكتوبر 2024
- 292 أكتوبر 2024
- 303 أكتوبر 2024
- 14 أكتوبر 2024

16 ربيع الأوَّل أو 16 ربيع الأنوار أو يوم 16 \ 3 (اليوم السادس عشر من الشهر الثالث) هو اليوم الخامس والسبعين من أيَّام السنة (أو السادس والسبعين لو كان شهر صفر مُتممًا لليوم الثلاثين) وفق التقويم الهجري القمري (العربي). يبقى بعده 279 أو 280 يومًا لانتهاء السنة.

## أحداث
- 513 هـ - وقوع معركة ساحة الدم بين إمارة أنطاكية والدولة الأرتقية خلال الحروب الصليبية، وانتهت المعركة بهزيمة الصليبيين هزيمة مدوية، ومقتل عدد كبير منهم.
- 1012 هـ - بيعة أهل فاس لزيدان الناصر بن أحمد سلطانًا على المغرب الأقصى.
- 1243 هـ - الدولة العثمانية توقع معاهدة أكرمان مع الإمبراطورية الروسية، وتم بموجب هذه المعاهدة توسيع الاستقلال الداخلي لرومانيا وصربيا، كما تقرر بموجبها عدم وجود أي مسلم محلي في قلاع صربيا عدا الجنود العثمانيين.
- 1294 هـ - الدول الأوروبية الكبرى توقع «بروتوكول لندن» الذي يعرض على الدولة العثمانية تأمين حدودها مقابل إجرائها إصلاحات في الإيالات البلقانية لصالح الرعايا المسيحيين، لكن الدول العثمانية رفضت شروط هذا البروتوكول.
- 1356 هـ - مصر تنضم لعصبة الأمم.
- 1382 هـ - انضمام الجزائر إلى جامعة الدول العربية.
- 1408 هـ - رئيس الوزراء التونسي زين العابدين بن علي يطيح بالرئيس الحبيب بورقيبة في انقلاب أبيض ويتولى الرئاسة في تونس.
- 1416 هـ - وزير التصنيع العراقي حسين كامل حسن وأخوه صدام وزوجتيهما رغد ورنا بنات الرئيس العراقي صدام حسين وأبنائهم ينشقون عليه ويلجأون إلى الأردن.
- 1417 هـ - إسرائيل تعثر، بمساعدة من رجال أمن السلطة الفلسطينية، على جثة الجندي ايلان سعدون بعد أن اختطفه مقاومون من حركة حماس قبل 7 سنوات.
- 1428 هـ - إيران تفرج عن جنود البحرية الملكية البريطانية الخمسة عشر بعد احتجازهم مدة أسبوعين، لاتهامهم بانتهاك الحدود البحرية الإيرانية.
- 1430 هـ - محكمة عراقية تحكم على الصحفي منتظر الزيدي بالسجن ثلاث سنوات بتهمة إهانة رئيس دولة أجنبي، حيث أنه كان قد رمى فردتي حذائه على الرئيس الأمريكي الأسبق جورج دبليو بوش بآخر زيارة له للعراق قبل أن تنتهي فترته الرئاسية.
- 1432 هـ - وقوع معركة بنغازي أثناء الثورة الليبية على نظام القذافي بين الوحدات العسكرية التابعة لنظام معمر القذافي والثوار المعارضين له.
- 1438 هـ - اغتيال مهندس الطيران التونسي محمد الزواري في مدينة صفاقس، والذي كان قد عمل على تطوير طائرات بدون طيار وتصنيعها لصالح كتائب القسام التابعة لحركة حماس، ويُرجح أن يكون الموساد الإسرائيلي هو من يقف وراء عملية الاغتيال.
- 1439 هـ - مقتل الرئيس اليمني السابق علي عبد الله صالح على يد مقاتلين من الحوثيين؛ أثناء فترة المعركة التي قامت في صنعاء.
- 1441 هـ -
  - تجدُّد الاحتجاجات اللُبنانيَّة وارتفاع وتيرتها في مُختلف المناطق بُعيد لقاءٍ صحفيٍّ مُتلفزٍ لرئيس الجمهوريَّة ميشال عون، اعتبره المُتظاهرون مُستفزًا للناس، وبعد مقتل أحد المُتظاهرين على يد مُرافقٍ عسكريّ.
  - انتخاب راشد الغنوشي رئيس حركة النهضة الإسلامية في تونس، رئيسًا للبرلمان.

## مواليد
- 1347 هـ - أحمد الوائلي، شاعر وعالم دين شيعي عراقي.
- 1357 هـ - إنعام محمد علي، مخرجة مصرية.
- 1360 هـ - فؤاد شرف الدين، مخرج وممثل لبناني.
- 1361 هـ - وليد عيدو، سياسي لبناني.
- 1384 هـ - شريف شيخ أحمد، رئيس الصومال السابع.
- 1403 هـ - ريم عبد الرحمن، ممثلة قطرية.
- 1409 هـ - أمينة خليل، ممثلة مصرية.

## وفيات
- 329 هـ - أبو العباس محمد الراضي بالله، الخليفة العشرون في سلسلة خلفاء الدولة العباسية.
- 1012 هـ - أحمد المنصور الذهبي، سلطان مغربي من الدولة السعدية.
- 1035 هـ - محمد حجازي الواعظ، عالم مسلم مصري.
- 1165 هـ - محمد مقيم الخزاعي، رجل دين وفقيه شيعي من أهل أصفهان.
- 1194 هـ - محمد بن سليمان الكردي، عالم مسلم حجازي.
- 1383 هـ - صقر الشبيب، شاعر كويتي.
- 1388 هـ - أحمد حسن الزيات، من رجال النهضة الثقافية في مصر.
- 1426 هـ - عيزر فايتسمان، رئيس إسرائيل.
- 1438 هـ - محمد الزواري، مهندس طيران تونسي.
- 1439 هـ - علي عبد الله صالح، رئيس اليمن الشمالي السادس ثم رئيس الجمهورية اليمنية الأول.
- 1440 هـ - شاكر خصباك، جغرافي وكاتب قصصي ومسرحي عراقي.

## وصلات خارجية
- موقع قصة الإسلام: حدث في شهر ربيع الأوَّل.